# 多良駅 (台東県)
多良駅（たらえき）は、台湾台東県太麻里郷にかつて存在した台湾鉄路管理局（台鉄）南廻線の駅。太平洋の景色は鉄道ファンの間で有名であり、「全台最美車站（台湾で最も美しい駅）」として知られている。
周囲に人家はなく、利用客が少ないことから2006年7月を以って廃止されたが、2008年より不定期の「郵輪式」観光列車が停車する見学地として復活した。2015年ごろから営業駅としての復活の機運が始まり、台鉄は最短で2022年3月以降の再開業を目指す計画を台東県政府に打診している。

## 歴史
- 1992年
  - 10月5日 - 開業[5][6]:頁44。
  - 10月25日 - 正式開業[6]:頁623。
  - 10月28日 - 招呼站（無人駅に相当する）に変更。
- 2006年
  - 7月1日 - 仮廃止[6]:頁49。
  - 10月1日 - 正式に廃止[2]。
- 2008年8月23日 - 観光列車の見学駅として復活[7]。
- 2017年
  - 3月、付近に建っていた携帯電話基地局が景観上の問題となり、立法院交通委員会での質疑で国家通訊伝播委員会は移転計画を承認した[8][9]。
  - 10月1日 - 安全対策工事が実施されるため、12月31日まで一時閉鎖[10]。
- 2020年5月28日 - 駅南側の線路が新ルートに切り替えられた[11]。
- 2021年2月1日 - 太麻里郷公所により、観光客からの清掃費用（1人10元）徴収を開始[12][13]。

## 駅構造
- 単式ホーム1面1線を持つ地上駅。

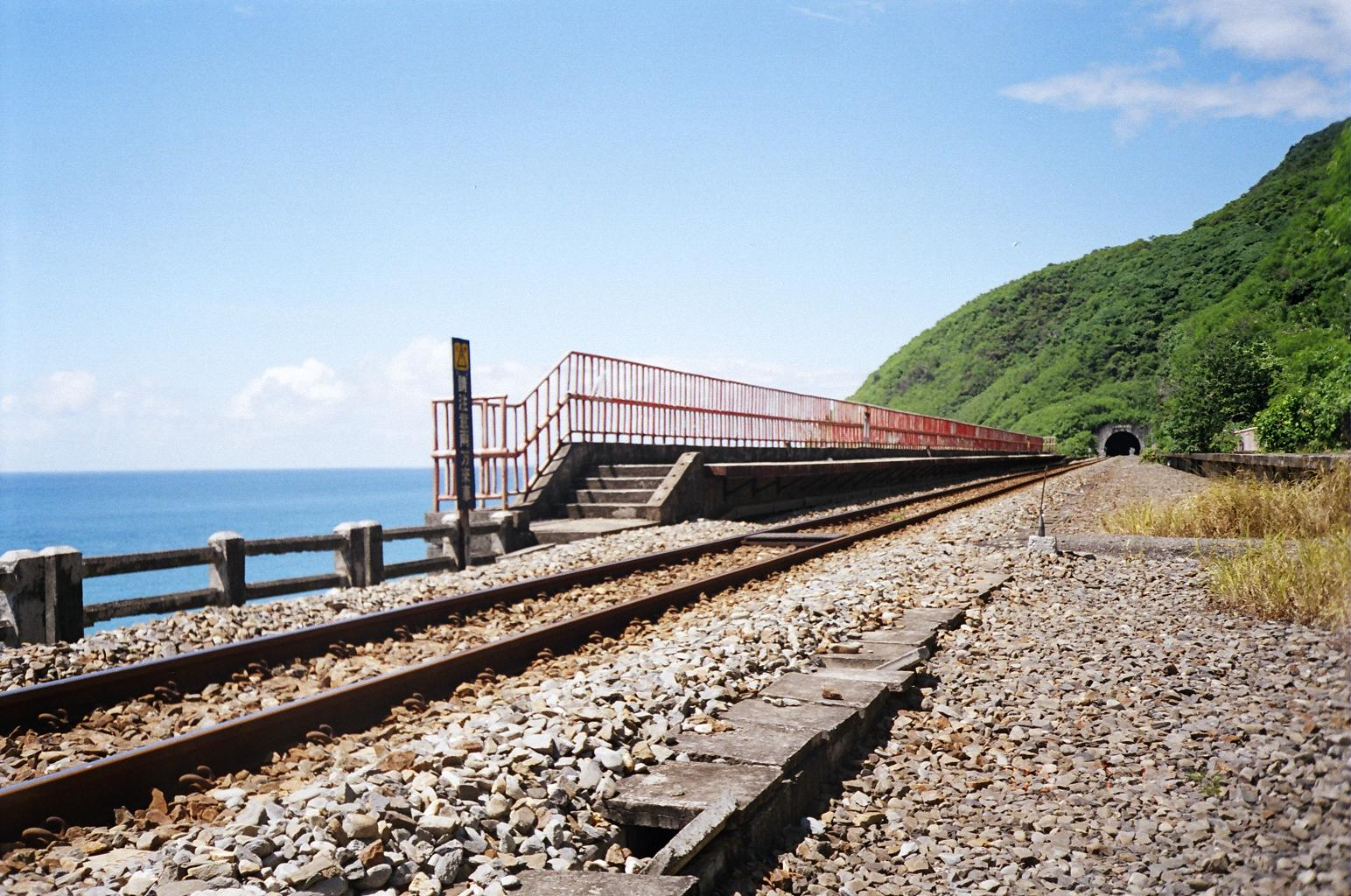
上と反対から見たホーム
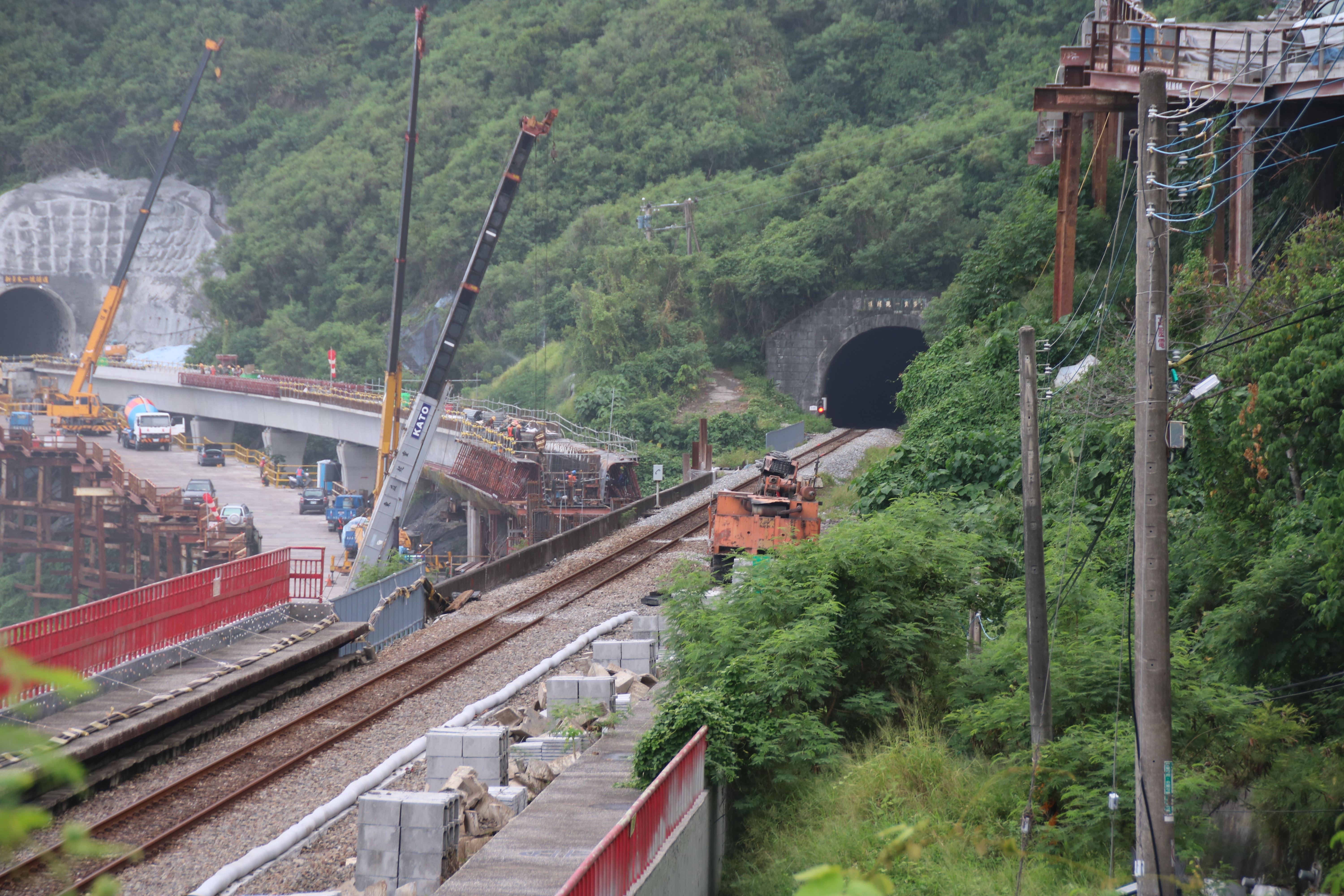
電化に伴い駅南側で新ルート切替工事が進められた（2019年）
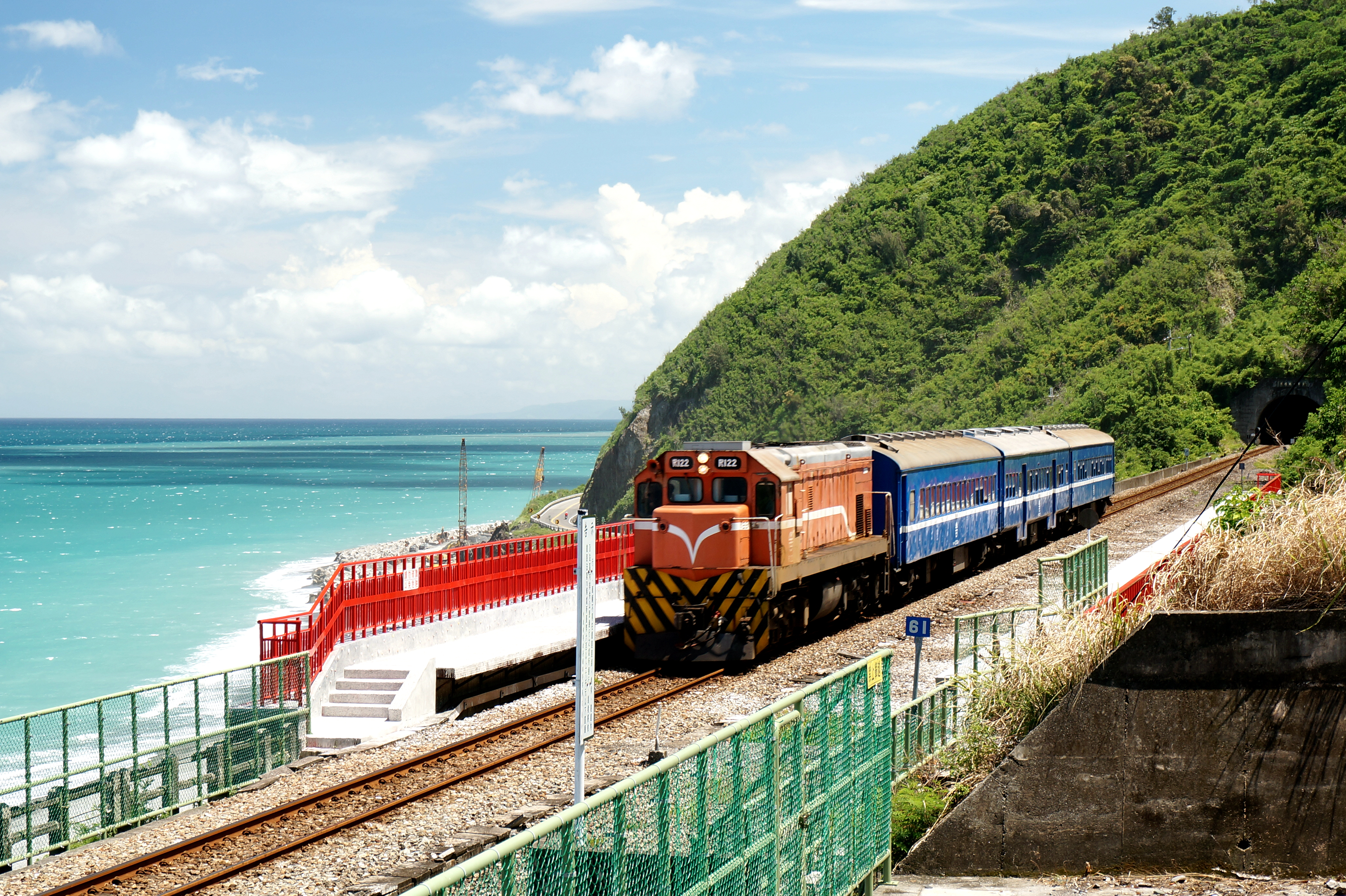
2014年

## 利用状況
年別利用推移は以下のとおり。
| 年   | 年間  | 年間  | 年間   | 年間   | 1日平均 | 1日平均 |
| 年   | 乗車  | 下車  | 乗降計 | 出典   | 乗車    | 乗降計  |
| ---- | ----- | ----- | ------ | ------ | ------- | ------- |
| 1992 | 0     | 7     | 7      | [ 14 ] | 0       | 0       |
| 1993 | 4     | 118   | 122    | [ 15 ] | 0       | 0       |
| 1994 | 0     | 151   | 151    | [ 16 ] | 0       | 0       |
| 1995 | 0     | 140   | 140    | [ 17 ] | 0       | 0       |
| 1996 | 0     | 19    | 19     | [ 18 ] | 0       | 0       |
| 1997 | 4     | 156   | 160    | [ 19 ] | 0       | 0       |
| 1998 | 1     | 69    | 70     | [ 20 ] | 0       | 0       |
| 1999 | 0     | 61    | 61     | [ 21 ] | 0       | 0       |
| 2000 | 6     | 408   | 414    | [ 22 ] | 0       | 1       |
| 2002 | 113   | 485   | 598    | [ 23 ] | 0       | 2       |
| 2003 | 102   | 364   | 466    | [ 24 ] | 0       | 1       |
| 2004 | 113   | 281   | 394    | [ 25 ] | 0       | 1       |
| 2005 | 1,644 | 819   | 2,463  | [ 26 ] | 5       | 7       |
| 2006 | 327   | 1,284 | 1,611  | [ 27 ] | 1       | 4       |

## 駅周辺
- 東台湾客運 安朔線「多良」バス停
- 台東県立多良国民小学（廃校）
- 太平洋
- 台9線

## 隣の駅
台湾鉄路管理局
南廻線
瀧渓駅 - 多良駅 - 金崙駅